# الأميرال الأعلى
الأدميرال الأعلى أو الأدميرال الأكبر هي رتبة بحرية تاريخية، وتعتبر أعلى رتبة في العديد من القوات البحرية الأوروبية التي استخدمتها. يشتهر استخدامه في ألمانيا باسم Großadmiral. رتبة مماثلة في القوات البحرية الحديثة هي أميرال الأسطول.

## الأميرال الأعلى في القوات البحرية الفردية

### فرنسا
في عملية استعادة بوربون بفرنسا، كانت رتبة المارشال أعلى رتبة في الجيش الفرنسي.

### ألمانيا
```
أستخدمت رتبة الأميرال الأعلى 
Großadmiral
 في 
البحرية الإمبراطورية الألمانية
 ثم في 
كريغسمارينه
 وكانت يعادل 
أميرال الأسطول
 في بريطانيا أو أميرال الأسطول في الولايات المتحدة؛ وتعادلها 
رتبة خمس نجوم
 (OF-10) في 
الناتو
. سمح لمتقلدي هذه الرتبة بحمل عصا مثل رتبة 
فيلد مارشال
 بالضبط. 
[
1
]
```

تم إنشاء الرتبة في عام 1901 وتوقفت في عام 1945، بعد أن تمت ترقيت ثمانية رجال إليها.

#### الإمبراطورية الألمانية
قبل وأثناء الحرب العالمية الأولى، وصل لهذه الرتبة في البحرية الإمبراطورية الألمانية:
- ملك المملكة المتحدة إدوارد السابع (26 يونيو 1902)
- Hans von Koester (28 يونيو 1905)
- أوسكار الثاني ملك السويد (13 يوليو 1905)
- الأمير هنري ملك بروسيا (4 سبتمبر 1909)
- ألفريد فون تيربيتز (27 يناير 1911)
- Henning von Holtzendorff (31 يوليو 1918)

#### ألمانيا النازية
وكانت رتبة الأميرال الأعلى Großadmiral أعلى رتبة في كريغسمارينه، ووصل إليها :
- إريش رايدر، القائد الأعلى للكريغسمارينه، أصبح أميرال أعلى في 1 أبريل 1939.
- كارل دوينتز، أصبح قائد أسطول غواصات يو أميرالًا أعلى في 30 يناير 1943 بعد أن خلف رايدر في منصب القائد الأعلى.

### النمسا-المجر
Anton Haus، قائد البحرية النمساوية المجرية لجزء من الحرب العالمية الأولى، حصل على لقب Großadmiral في عام 1916. لم يعط أي موظف آخر في الخدمة الفعلية (باستثناء أفراد العائلة الإمبراطورية) هذه الرتبة.
- 12 مايو 1916: Anton Haus (1851-1917)
- 9 أكتوبر 1916: الأمير هنري بروسيا (1862-1929)
- 1 نوفمبر 1916: كارل الأول إمبراطور النمسا (1887-1922)
- 22 فبراير 1917: القيصر فيلهلم الثاني إمبراطور ألمانيا (1859-1941)